# Григорий I (патриарх Антиохийский)
Патриарх Григорий I (греч. Πατριάρχης Γρηγόριος Α΄; умер в 593) — Патриарх Антиохийский и всего Востока (573—593).
Почитается в Православной церкви в лике святителей, память совершается 20 апреля (по юлианскому календарю).

## Биография
О ранних годах жизни Григория известно мало. В его житие сообщается, что он был игуменом монастыря Фаран в окрестностях горы Синай (Египет).
Как повествует его житие, однажды игумен Григорий посетил одного пустынника, спасавшегося в пещере. Пустынник встретил его с почётом и умыл ему ноги. Когда святой спросил, почему он оказал ему такое почтение, старец ответил, что по Божиему откровению он видит пред собой будущего Патриарха.
Престол патриарха Антиохии Григорий I занял после изгнания с него в 572 году по приказу императора Юстина II Анастасия I. Будучи патриархом, снискал уважение не только среди своей паствы, но и у персов. В 591 году Хосров II Парвиз прислал ему в дар крест, украшенный большим количеством золота и драгоценных камней.
О Григории писал в своих сочинениях Софроний Иерусалимский:

Такой муж, как антиохийский патриарх, блаженный Григорий, достоин сопричисления к лику святых и преподобных: он против воли был взят на патриаршество и проводил святую жизнь о Христе Господе нашем, Ему же слава во веки.
Скончался Григорий в 593 году. Сохранился ряд его богословских сочинений, которые включены в 88-й том Patrologia Graeca.